# Romanticismo oscuro

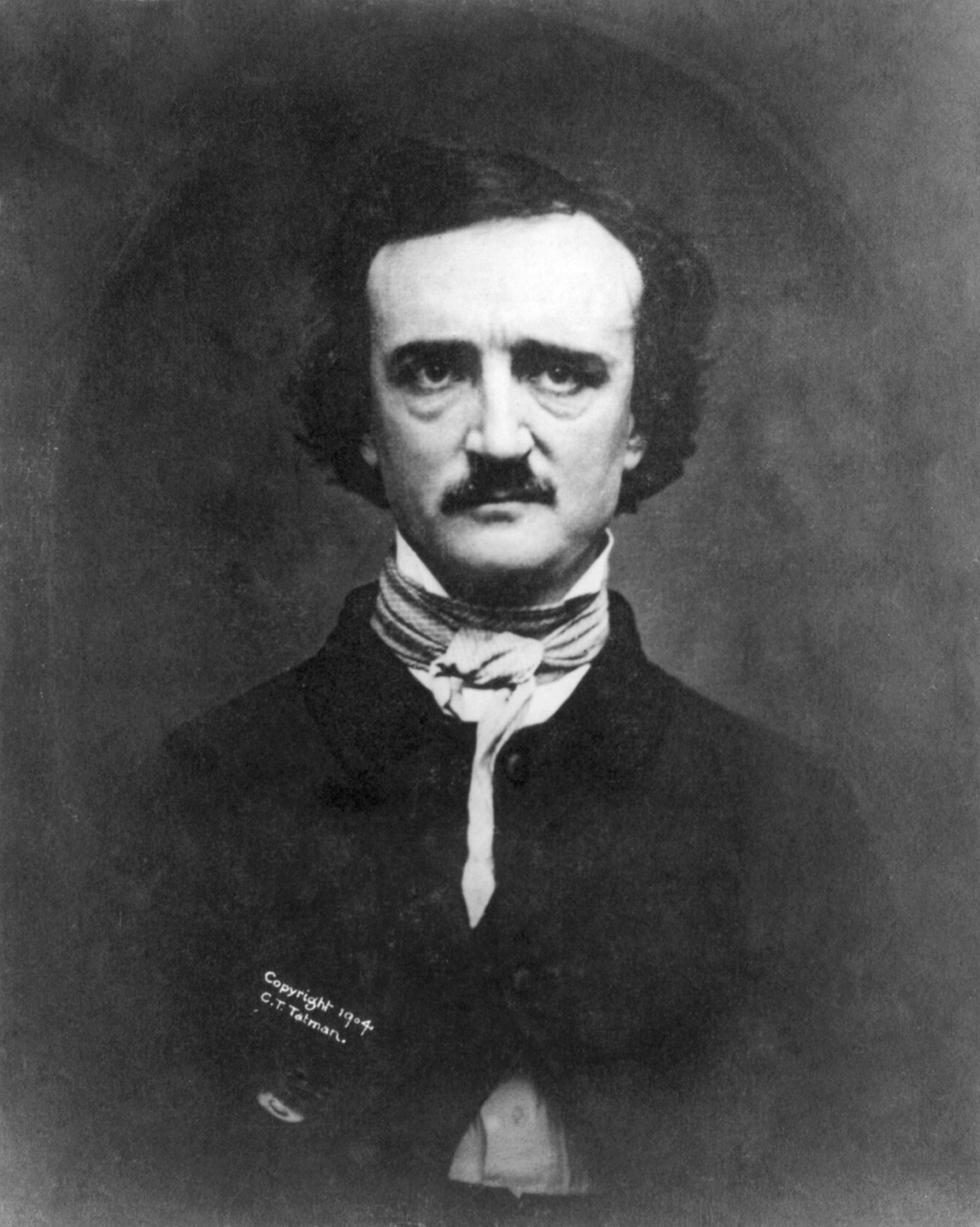
Edgar Allan Poe es de los autores más conocidos del romanticismo oscuro.

El romanticismo oscuro o romanticismo negro es un subgénero literario y pictórico del romanticismo, surgido en el siglo XIX a partir del movimiento filosófico denominado trascendentalismo. Las obras de este subgénero, pues, se vieron muy influidas por el trascendentalismo, aunque no comulgaban con sus ideas. El romanticismo oscuro, a grandes rasgos, se manifiesta mucho menos optimista que aquel acerca de la condición humana, la naturaleza y la divinidad. Los autores más representativos de la corriente son: Edgar Allan Poe, Nathaniel Hawthorne, Herman Melville, y también se adscriben a la misma la poetisa Emily Dickinson y los poetas italianos Giacomo Leopardi y Ugo Foscolo.

## Origen
La expresión «romanticismo oscuro» proviene por un lado de su condición pesimista y por otro de la influencia del primigenio movimiento romántico. Su nacimiento se produjo a mediados del siglo XIX, como se ha dicho, a partir del trascendentalismo. Éste se originó en Nueva Inglaterra a cargo de intelectuales de renombre como Ralph Waldo Emerson, Henry David Thoreau y Margaret Fuller, y cosechó gran prestigio más o menos desde 1836 hasta finales de 1840. El movimiento tuvo gran influencia en distintas áreas, como la literatura, a medida que los escritores iban imbuyéndose de su doctrina. Mientras tanto, ciertos autores, entre ellos los citados Poe, Hawthorne y Melville, encontraron las ideas trascendentalistas demasiado optimistas o egoístas, y reaccionaron contra ellas a través de sus obras poéticas y prosísticas; esta sería la tendencia que daría origen al romanticismo oscuro.

## Características
El trascendentalismo influyó a los autores del romanticismo oscuro de manera diferente, de ahí que la crítica haya señalado las distintas maneras que tuvieron estos autores de romper con esa corriente. En primer lugar, los románticos oscuros confían muy poco en la perfección como una cualidad innata del ser humano, idea clave de los trascendentalistas. Como consecuencia, sus personajes son propensos al pecado y a la autodestrucción, ya que no poseen inherentemente ni la gracia divina ni la sabiduría. G. R. Thompson expresa este desacuerdo, afirmando que mientras que el pensamiento trascendentalista concibe un mundo en que la divinidad es inmanente «los románticos oscuros adoptan imágenes del mal antropomorfizado en forma de demonios, vampiros, fantasmas o monstruos». En segundo lugar, aunque ambos grupos sostienen que la naturaleza es una fuerza profundamente espiritual, el romanticismo oscuro la contempla bajo una luz siniestra, al contrario que el trascendentalismo, que ve en la naturaleza una especie de mediador orgánico y universal con la divinidad. Para estos románticos, al contrario, el mundo natural es sombrío, decadente y misterioso, y sus revelaciones para el hombre son de carácter maligno o infernal. Finalmente, mientras que los trascendentalistas abogan por la reforma social en su caso, sus contrarios con frecuencia proponen personajes que fracasan una y otra vez en sus intentos de mejorar sus vidas. Thompson resume de la siguiente forma las características del subgénero: 

La incapacidad del hombre caído por comprender plenamente los inquietantes guiños de un reino sobrenatural que aún parecía no haber llegado; la constante perplejidad ante los fenómenos metafísicos e inexplicables; la propensión a una conducta perversa o inmoral, sin regla ni medida, y un sentido de culpa sin nombre combinado con la sospecha de que el mundo externo no es más que una ilusión de la mente: tales son los elementos principales que opusieron los románticos oscuros a la corriente principal del romanticismo.

## Relación con la literatura gótica
La novela gótica, muy popular en Inglaterra a fines del siglo XVIII y principios del XIX, es conocida por su incorporación de elementos comunes con el romanticismo oscuro. Nació con la obra de Horace Walpole El castillo de Otranto en 1764. Las obras góticas aspiran comúnmente a inspirar terror, a través de la incorporación de elementos macabros y sobrenaturales, casas encantadas, etc. Los críticos suelen referirse a «puestas en escena muy melodramáticos y tramas totalmente predecibles». En general, son elementos comunes la oscuridad y lo sobrenatural, y los personajes perturbados o vampiros, pero la novela gótica tiende más al terror, mientras que el Romanticismo Oscuro se fija preferentemente en el misterio sombrío y el escepticismo sobre la condición humana. Sin embargo, la novela gótica influyó poderosamente en autores como Poe.
Autores del romanticismo temprano inglés como Lord Byron, S. T. Coleridge, Mary Shelley, John Shek y John William Polidori se han asociado frecuentemente a ambas corrientes. Sus relatos y poemas reflejan a menudo casos de inadaptación social, grandes tormentos anímicos y la incertidumbre sobre si la naturaleza humana salvará o destruirá a los protagonistas.

## Autores más importantes
Tradicionalmente se considera a los ya mencionados Edgar Allan Poe, Nathaniel Hawthorne y Herman Melville como los autores centrales del romanticismo oscuro.

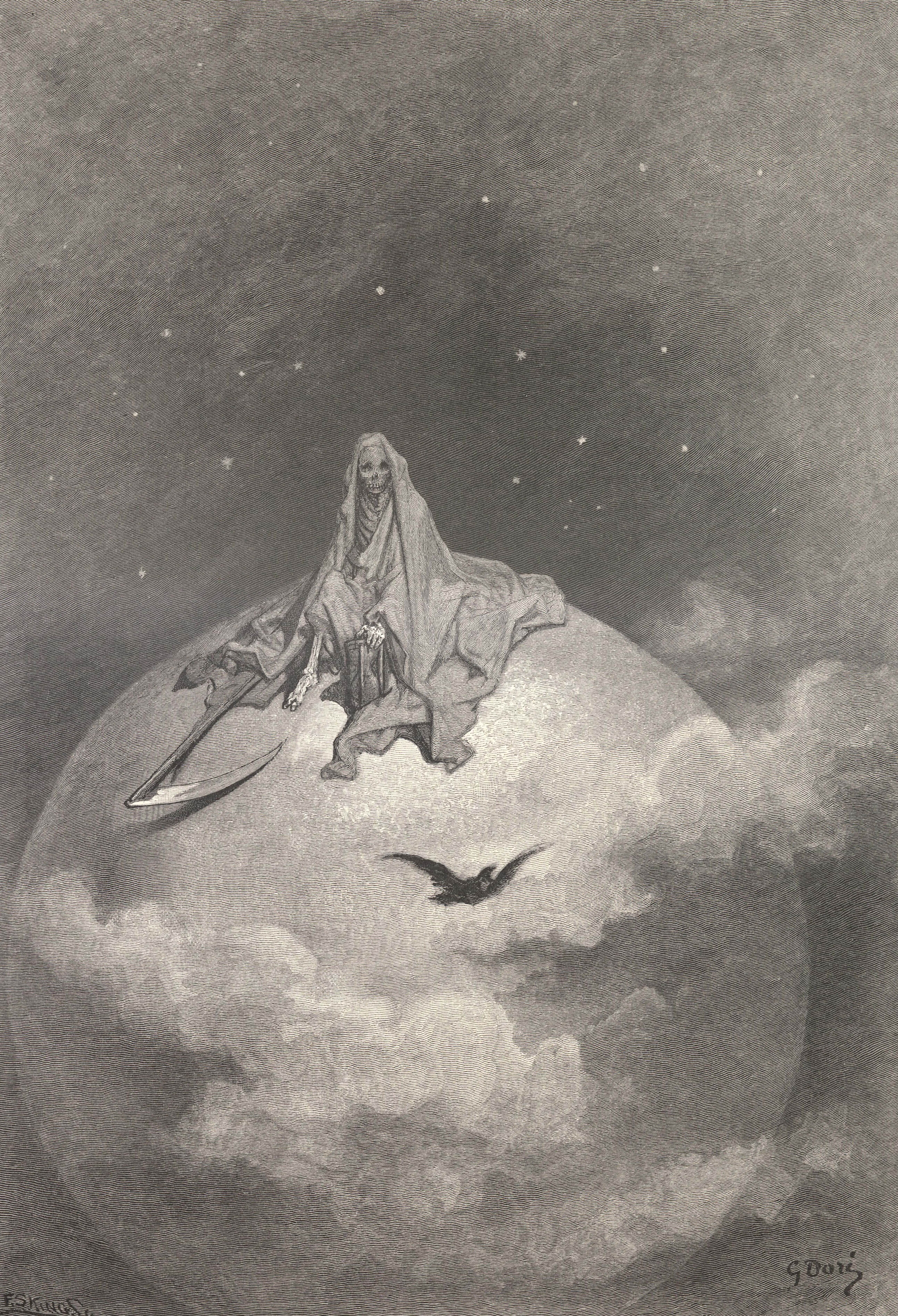
El cuervo, poema del romanticismo oscuro obra de Poe, en ilustración de Gustave Doré.

### Edgar Allan Poe
Artículo principal: Edgar Allan Poe
Se considera habitualmente que este autor es el que inauguró la corriente. Gran parte de sus relatos y poemas destaca por su exploración de la psicología humana, particularmente en lo que se refiere a los impulsos, ya sean conscientes o inconscientes, de perversidad y autodestrucción. Obras del romanticismo oscuro: relatos como Ligeia y La caída de la casa Usher y poemas como El cuervo y Ulalume.

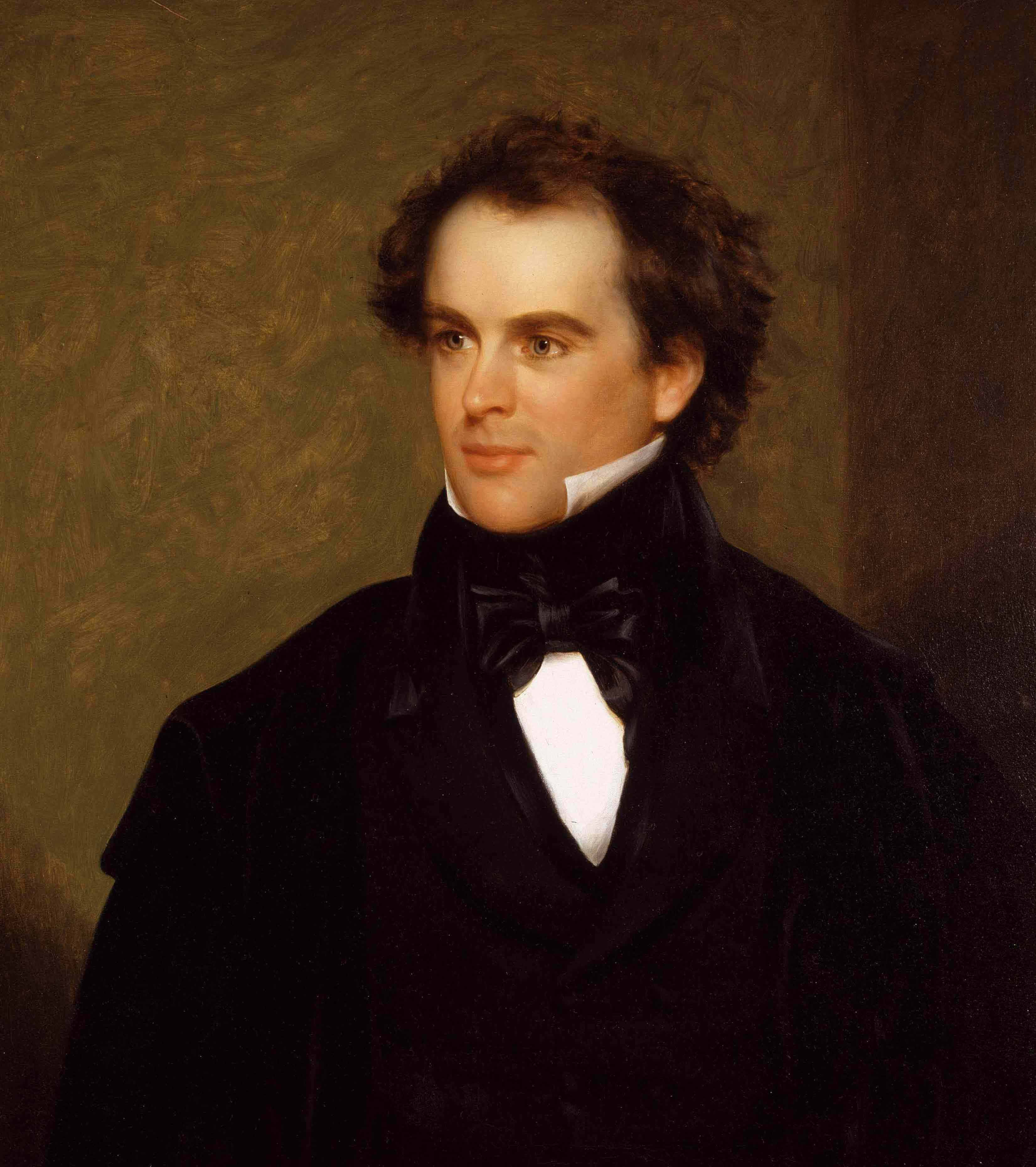
Nathaniel Hawthorne estuvo muy vinculado al trascendentalismo estadounidense.

### Nathaniel Hawthorne
Artículo principal: Nathaniel Hawthorne
Nathaniel Hawthorne es el autor del romanticismo oscuro que muestra más vínculos con el  trascendentalismo. Estuvo asociado a este movimiento, e incluso vivió en la Brook Farm, una comuna trascendentalista utópica, aunque posteriormente se desvinculó del movimiento y sus obras son consideradas netamente antitrascendentales. También atormentado por la participación de sus antepasados en los juicios de Salem, Hawthorne revela en obras como El velo negro del predicador, su tendencia a los «cuentos de advertencia sobre los extremos a que pueden llevar al hombre su individualismo y sus relaciones de dependencia». En su trasfondo, siempre, la culpa y el pecado son cualidades inherentes al hombre.

### Herman Melville
Artículo principal: Herman Melville
Fue muy conocido en vida por sus libros de viajes, pero la crítica del siglo XX ha rescatado obras capitales como Moby Dick y Bartleby, el escribiente. Melville escribió sobre la ambición ciega del ser humano, su crueldad y el desafío a Dios. Sus temas sobre la locura, el misterio y el triunfo del mal sobre el bien en las dos grandes obras mencionadas, lo hacen ejemplo notable del romanticismo oscuro.

## Obras del romanticismo oscuro
- La marca de nacimiento (1843) de Nathaniel Hawthorne
- El velo negro del predicador (1843) de Nathaniel Hawthorne
- La letra escarlata (1850) de Nathaniel Hawthorne
- Moby Dick (1851) de Herman Melville
- Bartleby, el escribiente (1856) de Herman Melville
- Ligeia (1838) de Edgar Allan Poe
- La caída de la casa Usher (1839) de Edgar Allan Poe
- El cuervo (poema) (1845) de Edgar Allan Poe
- Ulalume (1847) de Edgar Allan Poe
- Silencio (1843) de Edgar Allan Poe

- El gato negro  de Edgar Allan Poe